# دیمیتری ایوانفسکی
دیمیتری ایوسوفویچ ایوانوفسکی (به روسی: Дмитрий Иосифович Ивановский) گیاه‌شناس و میکروبیولوژیست روس، کاشف ویروس و یکی از بنیانگذاران علم ویروس‌شناسی بود. او در ۱۶ مارس ۱۹۰۳ در دانشگاه ملی تاراس شفچنکو کیف از رسالهٔ دکترای خود با عنوان «بیماری موزائیک تنباکو» دفاع کرد.

## کشف ویروس
داستان کشف ویروس از آنجا آغاز شد که بیماری ای مرموز در جنوب روسیه و اوکراین گیاهان تنباکو را آلوده می‌نمود و این موضوع زیان‌های اقتصادی زیادی بر زراعت روسیه وارد می‌آورد. در سال ۱۸۸۷ ایوانوسکی به همراه چند دانشمند دیگر برای بررسی این موضوع راهی اوکراین شدند. دیمیتری ایوانفسکی توانست قابل انتقال بودن عامل بیماری موزائیک تنباکو را اثبات کند. او پس از عبور دادن عصاره برگهای گیاه عفونت زده از صافی غیرقابل عبور برای باکتری‌ها، آن را بروی برگ‌های گیاه سالم توتون پخش کرده و بیماری موزائیک توتون را انتقال داده و به این ترتیب درگیاه سالم ایجاد بیماری نمود. او دریافت که عاملی عفونی از گیاه آلوده قادر است که گیاهان سالم را بیمار کند؛ بنابراین عامل بیماری هرچه که بود می‌بایست از باکتری‌ها بسیار کوچکتر باشد. او کریستال ویروس را بدست آورده بود و در رسالهٔ دکترایش تأکید نمود که عامل عفونی این بیماری در ردهٔ میکروارگانیسم‌های شناخته شده تا آن زمان - یعنی باکتریها یا قارچها- نمی‌گنجد. بعدها در سال ۱۹۳۵ زیست‌شناسی به نام وندل استنلی توانست ویروس موزاییک تنباکو را تخلیص کند. ویروس خالص شده اگر چه به شکل بلور بود اما باز هم می‌توانست گیاهان سالم را بیمار کند. چون تبلور یک از ویژگی‌های مواد شیمیایی است بنابراین می‌توان نتیجه گرفت که ویروس داخل یاخته‌ها موجودی زنده و خارج یاخته‌ها یک ماده شیمیایی است نه یک موجود زنده.

## مرگ
ایوانفسکی تا سال ۱۹۱۵ پروفسور دانشگاه ورشو باقی ماند و در سال ۱۹۲۰ در سن ۵۵ سالگی به دلیل بیماری «سیروز کبدی» دیده از جهان فروبست.